# 林兆恩
林兆恩（1517年—1598年），字懋勳，別號龍江，道號子穀子、心隱子，晚年又號混虛氏、無始氏，福建布政司興化府赤柱（今福建省莆田市）人，明朝宗教家和思想家，創立三一教，故世稱三教先生、林三教、三一教主、夏午尼氏。

## 生平

### 早年經歷
林兆恩生於明正德十二年。年輕時被認為有才能，但18-28歲間，三次鄉試都未中頗受挫折，開始對科舉厭惡，一度隱身山林拒絕舉業。

### 中年
他在三十歲開始，開始對儒道釋三家思想作了探求，四處拜訪有道人物，走訪寺廟，並閱讀各家經典，其中包括結識了道士卓晚春，成為摯友，彼此談論道理，當時莆田人稱為「卓狂林顛」，後來卓晚春也成為三一教中陪祀林兆恩的人物。林兆恩受到三教的影響，但一度對當世的三教頗失望，直到受他所謂「明師」（無法確定其明師真實身分為何）的指點，才得以脫出受縛，而走向他創立的三一教。
他在開始時並未自稱教主，而是把他融合三教作為學問，嘉靖三十年（1551年）他接受第一位弟子黃州，之後幾年內許多福建的人紛紛求教於他，達到數十人，當時為類似學術團體的形式，彼此探討三教學說。嘉靖三十七年，他建立了三教堂，將團社階成天、地、人三會，並制定相關的禮儀，吸引了更多的人拜師。嘉靖四十五年，以「三綱先生」自號。
六十歲（1577年）前后，他的學說已大致成熟，且在福建名氣已盛，許多人都慕名請教，包括名將戚繼光在福建時也慕名請教
除了對思想本身的探求外，他在這期間還運用艮背法（一種氣功療法）幫人治病，吸引了下層社會人民。在倭寇入侵時，組織其成員參與社會救助，包括收屍、救濟、超度等活動，獲得了一般民眾的支持。

### 晚年
在中年時期他僅作為學術思想團體的領袖以及社會活動家，但在晚年，其社團逐漸宗教化，他也由思想家轉成為宗教家。
這種發展，首先是在各地建立三一教堂，其次制定了入教儀式，把儒家的倫理道德轉化為宗教戒律，林兆恩著述中的佛道等宗教成分增加，他本人則在信徒的推波助瀾下逐漸成為宗教偶像，成為「三一教主」，並藉由一些「神蹟」，以及道術煉丹等方式，增加神秘性和對下層人民的吸引力，因此更吸收了大量的信徒。
即使到晚年，他還是希望以儒教為主，吸收佛、道信仰，但其中展現一些矛盾，因佛道二教更具宗教特性，而引入二教常又削弱儒教的影響力，這是他始終面臨而無法完全解決的問題。

## 身后
林兆恩去世時，三一教已有了數十萬信眾，他死後，其門徒分成五支，將該教傳播開來，在南方各省最為流行，後來也傳播到東南亞等地，該教信徒都以林兆恩作為教主加以敬拜
2011年，福建省莆田市三一教协会正式成立，三一教成为继中华东正教会之后第二个获得中国政府认可的（五大宗教之外的）区域性宗教团体。

## 家族
出身福建書香世家。林兆恩祖父林富為弘治年間進士，曾大理評事、廣西參政、兵部侍郎等官，與王守仁過往甚密。父親林萬仞受林富蔭恩太學生，叔父林萬潮和兄林兆金亦為進士為官。

## 祭祀
臺灣臺北市大安區夏教養聖堂、新竹市香山區南港南華宮主祀之。